# 基拔·梅桑加捷克
基拔·梅桑加捷克（Gilbert Mushangazhike，1975年08月11日—），出生于津巴布韋，津巴布韋职业足球运动员，司職前鋒。
他曾替國家隊出席2006年非洲國家盃，但成績未如理想，以包尾出局。

## 球會
- 1991-1995 :  火焰电池
- 1995-1996 :  科隆
- 1996-1997 :  埃姆登踢球者（英语：Kickers Emden）
- 1997-2002 :  流浪（英语：Manning Rangers）
- 2002-2007 :  江蘇舜天
- 2007-present :  奧蘭多海盗